# Лаваллетт (Нью-Джерсі)
Лаваллетт (англ. Lavallette) — місто (англ. borough) в США, в окрузі Оушен штату Нью-Джерсі. Населення — 1787 осіб (2020).

## Географія
Лаваллетт розташований за координатами 39°58′10″ пн. ш. 74°4′19″ зх. д. / 39.96944° пн. ш. 74.07194° зх. д. (39.969474, -74.071880).  За даними Бюро перепису населення США в 2010 році місто мало площу 2,47 км², з яких 2,09 км² — суходіл та 0,38 км² — водойми.

### Клімат
| Клімат : Лаваллетт      | Клімат : Лаваллетт | Клімат : Лаваллетт | Клімат : Лаваллетт | Клімат : Лаваллетт | Клімат : Лаваллетт | Клімат : Лаваллетт | Клімат : Лаваллетт | Клімат : Лаваллетт | Клімат : Лаваллетт | Клімат : Лаваллетт | Клімат : Лаваллетт | Клімат : Лаваллетт | Клімат : Лаваллетт |
| Показник                | Січ.               | Лют.               | Бер.               | Квіт.              | Трав.              | Черв.              | Лип.               | Серп.              | Вер.               | Жовт.              | Лист.              | Груд.              | Рік                |
| Середній максимум, °C   | 4,7                | 6,1                | 9,8                | 15,2               | 20,6               | 25,7               | 28,6               | 27,9               | 24,6               | 18,7               | 12,9               | 7,4                | 16,9               |
| Середня температура, °C | 0,4                | 1,6                | 5,1                | 10,3               | 15,7               | 20,9               | 23,9               | 23,4               | 19,8               | 13,6               | 8,3                | 3,1                | 12,2               |
| Середній мінімум, °C    | −3,8               | −2,9               | 0,4                | 5,4                | 10,8               | 16,2               | 19,3               | 18,8               | 14,9               | 8,4                | 3,7                | −1,2               | 7,6                |
| Норма опадів, мм        | 93                 | 78                 | 108                | 99                 | 90                 | 93                 | 115                | 114                | 90                 | 95                 | 97                 | 100                | 1172               |
| Вологість повітря, %    | 65.2               | 62.8               | 60.8               | 62.3               | 65.8               | 70.1               | 69.6               | 71.3               | 70.8               | 69.6               | 68.6               | 66.6               | 67.0               |
| ----------------------- | ------------------ | ------------------ | ------------------ | ------------------ | ------------------ | ------------------ | ------------------ | ------------------ | ------------------ | ------------------ | ------------------ | ------------------ | ------------------ |
| Джерело: PRISM          |                    |                    |                    |                    |                    |                    |                    |                    |                    |                    |                    |                    |                    |

## Демографія
Згідно з переписом 2010 року, у селищі мешкало 1875 осіб у 945 домогосподарствах у складі 557 родин. Було 3207 помешкань
Расовий склад населення:
| - 97,9 % — білих - 0,5 % — азіатів - 0,1 % — чорних або афроамериканців - 1,0 % — осіб інших рас |

До двох чи більше рас належало 0,5 %. Частка іспаномовних становила 3,0 % від усіх жителів.
За віковим діапазоном населення розподілялося таким чином: 11,0 % — особи молодші 18 років, 48,6 % — особи у віці 18—64 років, 40,4 % — особи у віці 65 років та старші. Медіана віку мешканця становила 60,3 року. На 100 осіб жіночої статі у селищі припадало 86,4 чоловіків;  на 100 жінок у віці від 18 років та старших — 85,9 чоловіків також старших 18 років.
Середній дохід на одне домашнє господарство  становив 91 277 доларів США (медіана — 61 989), а середній дохід на одну сім'ю — 110 897 доларів (медіана — 80 938). Медіана доходів становила 76 944 долари для чоловіків та 64 821 долар для жінок. За межею бідності перебувало 7,2 % осіб, у тому числі 20,6 % дітей у віці до 18 років та 3,1 % осіб у віці 65 років та старших.
Цивільне працевлаштоване населення становило 701 осіб. Основні галузі зайнятості: освіта, охорона здоров'я та соціальна допомога — 28,5 %, науковці, спеціалісти, менеджери — 15,3 %, публічна адміністрація — 11,0 %, будівництво — 7,6 %.